# Jiří Drda
Jiří Drda (* 26. května 1947 Praha) je český politik, v letech 1998 až 2002 poslanec Poslanecké sněmovny PČR, v letech 2008 až 2012 zastupitel Libereckého kraje, v letech 1990 až 1998 primátor města Liberce, bývalý člen ODS.

## Životopis
Vystudoval České vysoké učení technické v Praze a poté působil jako projektant. Po roce 1989 vstoupil do politiky. Během sametové revoluce patřil on a Přemysl Sobotka mezi hlavní postavy Občanského fóra v regionu Liberecka. Občanské fórum ho v roce 1990 nominovalo na post primátora města Liberec, který vykonával až do roku 1998. Později byl členem ODS. Zastupitelem města byl zvolen i v komunálních volbách v roce 1998. Neúspěšně se pokoušel o zvolení ve volbách v roce 2006.
V prosinci 1991 se stal předsedou představenstva společnosti Regionální investiční fond. Spolu s ním v představenstvu zasedli manažeři správcovské společnosti PPF Milan Vinkler a Ladislav Bartoníček.
Ve volbách v roce 1998 byl zvolen do poslanecké sněmovny za ODS (volební obvod Severočeský kraj). Ve sněmovně setrval do voleb v roce 2002. Byl členem sněmovního výboru pro veřejnou správu, regionální rozvoj a životní prostředí.
V krajských volbách v roce 2008 mu patřilo třetí místo na kandidátce politického hnutí Starostové pro Liberecký kraj a stal se zastupitelem Libereckého kraje. I nadále však zůstává členem ODS. Odchod ze strany odmítl, i když ho místní ODS vyzvala k rezignaci na členství kvůli kandidatuře za jiný subjekt. V krajských volbách v roce 2012 již Drda nekandidoval. Z hnutí Starostové pro Liberecký kraj vystoupil po oznámení spolupráce s KDU-ČSL pro volby do Poslanecké sněmovny v roce 2017.
Ve volebním období 2008–2012 byl předsedou Kontrolního výboru zastupitelstva Libereckého kraje, ve volebním období 2012–2016 byl jeho členem.
Jiří Drda je ženatý. S manželkou Hanou má syna Filipa a dceru Štěpánku.

## Kontroverze
Ve funkci libereckého primátora prosazoval řadu kontroverzních staveb. Na výstavbu spalovny komunálních odpadů si město muselo vypůjčit u IPB více než miliardu korun, ale úvěr spalovna nebyla schopna splácet a město se ocitlo na pokraji platební neschopnosti. Poté, co přešlo portfolio bývalé IPB na ČSOB byl dluh byl převeden na Konsolidační banku.
V roce 1999 zvítězil v anketě Ropák roku za prosazování omezení zákona o ochraně přírody a krajiny, za snahu o dovoz odpadu ze zahraničí do českých spaloven a za zkreslování vlivu spalovny odpadů v Liberci, když při měřeních emisí koncentrace dioxinů byly minimálně 32× vyšší než platný evropský limit.